# Corytophanes hernandesii
Corytophanes hernandesii este o specie de șopârle din genul Corytophanes, familia Corytophanidae, descrisă de Wiegmann 1831. Conform Catalogue of Life specia Corytophanes hernandesii nu are subspecii cunoscute.